# InterOPS
Interopérabilité entre Organismes de la Protection Sociale (InterOPS) est un standard informatique d'interopérabilité qui permet l'établissement d'un espace de confiance entre des organismes de la sphère sociale française, au travers des 3 modèles d'échanges suivants :

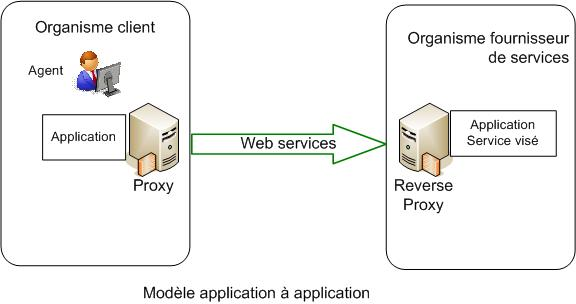
Modèle Interops-A

- InterOPS-A (Application à application) : échanges, en protocole "Web Services", effectués soit dans un contexte applicatif sans identification d'un utilisateur, soit dans un contexte où un utilisateur d'un organisme client atteint les applications des organismes fournisseurs au travers d’une application locale,

- InterOPS-P (Portail à portail) : accès d’un utilisateur d'un organisme client à l'application ou au service d'un organisme fournisseur, via les portails web respectifs des 2 organismes.

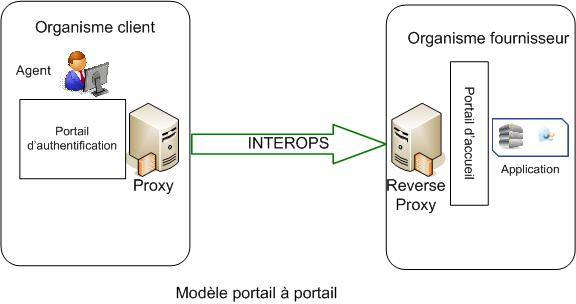
Modèle Interops-P

- InterOPS-S (Sphère de confiance) : accès d’un utilisateur à une sphère de confiance composée d’organismes jouant le rôle d’opérateur d’authentification et/ou le rôle d’opérateur de service.

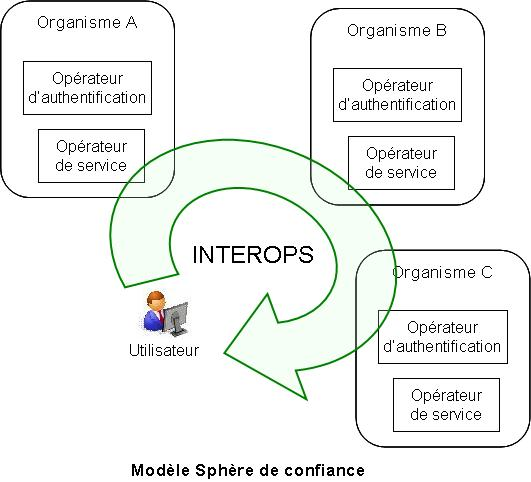
Modèle Interops-S

L’utilisation du standard Interops repose sur les principes suivants :
- la confiance entre les organismes, établie sur la base d’une convention juridique,
- l’authentification de l’utilisateur est réalisée par l’organisme client (Interops-A et Interops-P) ou un opérateur d’authentification (Interops-S),
- l’attribution de l’habilitation est effectuée par l’organisme client (Interops-A et Interops-P) ou un opérateur d’authentification (Interops-S), selon les règles établies dans la convention juridique avec l’organisme fournisseur (Interops-A et Interops-P) ou le ou les opérateur(s) de service (Interops-S),
- la transmission de l'identité et de l’habilitation, de manière sécurisée, à l’organisme fournisseur (Interops-A et Interops-P) ou aux opérateurs de service (Interops-S) via un « vecteur d’identification »,
- la trace de toute création et réception d’un vecteur d’identification afin de permettre les contrôles « a posteriori ».

Le standard définit plusieurs fonctions de sécurité : authentification des partenaires, authentification et transmission des habilitations du demandeur via un vecteur d’identification, sécurisation de l’échange au niveau transport et signature des jetons, génération des traces.

Le standard Interops se base sur plusieurs standards reconnus : SOAP, WS-Security, SAML, XML Signature.

Il existe plusieurs possibilités d’implémentation du standard Interops, y compris la mise en place de solution clés en main.

L’utilisation du standard Interops ne nécessite aucune modification au niveau application, il assure les fonctions de sécurité en délégation de l’application. 
Ces fonctions  se positionnent en coupure de flux des échanges applicatifs et assurent les fonctions de sécurité attendues :
- Interconnexion sécurisée (par TLS) avec le partenaire
- Génération ou vérification des jetons (vecteur d’identification et assertions signées)
- Gestion du cycle de vie des jetons (respectivement côté client et côté fournisseur)
- Intégration des jetons aux requêtes métiers
- Gestion des traces de sécurité Interops
- Déconnexion globale (Interops-S)

InterOPS permet notamment les échanges entre organismes de la protection sociale, il est aussi retenu pour des échanges avec d’autres organismes publics.
Par exemple, le Répertoire National Commun de la Protection Sociale (RNCPS) est significatif : 30 partenaires techniques sont reliés au RNCPS, dont 20 utilisent InterOPS-A (soit 50 organismes).